# Đệ Tam Cộng hòa Tiệp Khắc
Đệ Tam Cộng hòa Tiệp Khắc  là tên của nhà nước Tiệp Khắc đã được khôi phục để lấy lại chủ quyền sau khi bị Đức Quốc Xã chiếm đóng cho đến khi chế độ cộng sản trỗi dậy, tức là từ đầu tháng 5 năm 1945 đến cuối tháng 2 năm 1948. Tên gọi này đề cập đến sự liên tục của nền cộng hòa đầu tiên và nền cộng hòa thứ hai trước đây, hai sự sắp xếp nhà nước Tiệp Khắc giữa các cuộc chiến tranh. Nền Cộng hòa thứ ba này, cuối cùng đã tiếp xúc với sự chuyển đổi từ một nhà nước dân chủ được xây dựng theo mô hình của Pháp và Anh, sang một nhà nước xã hội chủ nghĩa chuyên chế, cụ thể là Cộng hòa Xã hội chủ nghĩa Tiệp Khắc, tập trung vào Liên Xô.

## Lịch sử
Tháng 4 năm 1945, Chính phủ liên hiệp Mặt trận dân tộc Tiệp Khắc do Đảng Cộng sản Tiệp Khắc lãnh đạo được thành lập. Ngày 9 tháng 5, nhân dân Praha nổi dậy giải phóng Tiệp Khắc với sự giúp đỡ của Hồng quân Liên Xô. Sau chiến dịch Praha, chính phủ lưu vong trở về Trung Quốc tham gia thành lập chính phủ liên hiệp. Ngày 29 tháng 6 năm 1945, Tiệp Khắc ký một hiệp định với Liên Xô, trong đó quy định rằng Liên Xô phải trả lại lãnh thổ cho Tiệp Khắc trước Chiến tranh thế giới thứ hai, nhưng nhượng lại Karpat Ruthenia cho Liên Xô. Ngày 14 tháng 10 năm 1945 chứng kiến một quốc hội lâm thời mới được bỏ phiếu.
Năm 1947, Liên Xô, thông qua những người Cộng sản, đã ngăn chặn chính phủ Tiệp Khắc tham gia vào "Kế hoạch Marshall" nhằm phục hồi châu Âu.
Tháng 2 năm 1948, Đảng Cộng sản Tiệp Khắc nắm toàn quyền trong một cuộc đảo chính. Mặc dù tên nhà nước vẫn là cộng hòa Tiệp Khắc cho đến năm 1960, tháng 2 năm 1948 được coi là sự kết thúc của nền cộng hòa thứ ba.